# Liste der Einträge in das National Register of Historic Places im Cibola County
Diese Liste der Einträge im National Register of Historic Places im Cibola County enthält alle im Cibola County, New Mexico in das National Register of Historic Places eingetragenen Gebäude, Bauwerke, Objekte, Stätten oder historischen Distrikte.
Diese Liste entspricht dem Bearbeitungsstand des National Park Service/National Register of Historic Places vom 18. Oktober 2024.

## Legende
| NRHP | Historic Place                      |
| NHL  | National Historic Landmark          |
| NHLD | National Historic Landmark District |
| HD   | National Historic District          |

## Aktuelle Einträge
| [ 2 ] | Name                                                        | Bild                                                        | Eintragsdatum                  | Lage | Ort                                | Beschreibung |
| ----- | ----------------------------------------------------------- | ----------------------------------------------------------- | ------------------------------ | --- | ---------------------------------- | ------------ |
| 1     | Acoma                                                       | weitere Bilder                                              | 15. Okt. 1966 ID-Nr. 66000500  | Indian Service Road 38 34° 53′ 47″ N, 107° 34′ 55″ W                                                                              | Casa Blanca                        |              |
| 2     | Acoma Curio Shop                                            | Acoma Curio Shop                                            | 7. Okt. 2009 ID-Nr. 09000817   | 1090 New Mexico State Road 124 35° 4′ 56,4″ N, 107° 35′ 54,1″ W                                                                   | San Fidel                          |              |
| 3     | Bowlin’s Old Crater Trading Post                            | Bowlin’s Old Crater Trading Post                            | 21. März 2006 ID-Nr. 06000150  | 7650 Frontage Rd. 35° 17′ 3″ N, 107° 59′ 11″ W                                                                                    | Bluewater Village                  |              |
| 4     | Candelaria Pueblo                                           | Candelaria Pueblo                                           | 10. März 1983 ID-Nr. 83001619  | El Malpais National Monument | Grants                             |              |
| 5     | Charley’s Automotive Service                                | Charley’s Automotive Service                                | 4. Okt. 2017 ID-Nr. 100001715  | 1310 W. Santa Fe Avenue 35° 9′ 19,4″ N, 107° 51′ 49,9″ W                                                                          | Grants                             |              |
| 6     | Dittert Site                                                | Dittert Site                                                | 22. Aug. 1977 ID-Nr. 77000931  | El Malpais National Conservation Area 34° 39′ 33,1″ N, 107° 58′ 19,9″ W                                                           | Grants                             |              |
| 7     | El Morro National Monument                                  | weitere Bilder                                              | 15. Okt. 1966 ID-Nr. 66000043  | New Mexico State Road 53 35° 2′ 18″ N, 108° 21′ 11,9″ W                                                                           | El Morro                           |              |
| 8     | Grants-Milan Flight Service Station                         | weitere Bilder                                              | 3. Aug. 2015 ID-Nr. 15000492   | 1116 N. Dale Carnutte Rd. 35° 9′ 58,7″ N, 107° 53′ 51″ W                                                                          | Grants                             |              |
| 9     | Hawikuh                                                     | weitere Bilder                                              | 15. Okt. 1966 ID-Nr. 66000502  | südwestlich von Zuni, im Zuni Indian Reservat 34° 56′ 25″ N, 108° 59′ 57″ W                                                       | Zuni Pueblo                        |              |
| 10    | Laguna Pueblo                                               | weitere Bilder                                              | 19. Juni 1973 ID-Nr. 73001154  | östlich der Verbindung der Interstate 40 und der New Mexico State Road 124 35° 1′ 8″ N, 107° 23′ 4,5″ W                           | Albuquerque                        |              |
| 11    | Route 66 Rural Historic District: Laguna to McCartys        | Route 66 Rural Historic District: Laguna to McCartys        | 13. Jan. 1994 ID-Nr. 93001466  | New Mexico State Road 124 und der Verbindung zur Interstate 40 35° 3′ 43″ N, 107° 29′ 53″ W                                       | Cubero                             |              |
| 12    | Route 66, State Maintained from McCartys to Grants          | Route 66, State Maintained from McCartys to Grants          | 19. Nov. 1997 ID-Nr. 97001398  | ehemalige U.S. Route 66, östlich von McCartys zum östlichen Teil von Grants 35° 5′ 29″ N, 107° 44′ 15″ W                          | Grants                             |              |
| 13    | Route 66, State maintained from Milan to Continental Divide | Route 66, State maintained from Milan to Continental Divide | 19. Nov. 1997 ID-Nr. 97001394  | entlang der ehemaligen U.S. Route 66, westlich von Milan nach Continental Divide of the Americas 35° 22′ 37,2″ N, 108° 6′ 47,8″ W | Continental Divide of the Americas |              |
| 14    | St. Theresa Community Center                                |                                                             | 30. Juni 2022 ID-Nr. 100007877 | 400 East High Street 35° 8′ 56,8″ N, 107° 50′ 38,3″ W                                                                             | Grants                             |              |
| 15    | San Estevan del Rey Mission Church                          | weitere Bilder                                              | 15. Apr. 1970 ID-Nr. 70000417  | New Mexico State Road 23 34° 53′ 50″ N, 107° 34′ 57″ W                                                                            | Acoma                              |              |
| 16    | San Jose de la Laguna Mission and Convento                  | San Jose de la Laguna Mission and Convento                  | 29. Jan. 1973 ID-Nr. 73001155  | Adresse nicht veröffentlicht 35° 2′ 5″ N, 107° 23′ 17″ W                                                                          | Laguna Pueblo                      |              |
| 17    | San Mateo Archeological Site                                |                                                             | 17. Mai 1979 ID-Nr. 79001563   | Adresse nicht veröffentlicht | San Mateo                          |              |
| 18    | Village of Encinal Day School                               |                                                             | 8. Aug. 1980 ID-Nr. 80002576   | nordwestlich von Encinal 35° 7′ 14″ N, 107° 27′ 47,9″ W                                                                           | Encinal                            |              |
| 19    | Zuni-Cibola Complex                                         |                                                             | 2. Dez. 1974 ID-Nr. 74002267   | Adresse nicht veröffentlicht | Zuni Pueblo                        |              |